# 科尔伯格-克拉维斯-罗伯茨
科尔伯格-克拉维斯-罗伯茨（英語：Kohlberg Kravis Roberts & Co., 通常简称为KKR，：KKR）是一家总部位于美国纽约的私人股权投资公司，其资助并管理着众多的投资基金，并主要专注于成熟企业的杠杆收购。成立至今，公司已先后完成超过4000亿美元的私人股权交易并且成为了杠杆收购领域内的先锋和翘楚。
公司于1976年由小杰罗米·科尔伯格及他的门徒，亨利·克拉维斯与乔治·R·罗伯茨表兄弟所创建，三人之前均在贝尔斯登共事，在那里他们都完成过最早的杠杆收购交易。自从创立以来，KKR已经完成众多具里程碑意义的重大收购交易，包括著名的1989年对RJR纳贝斯克的杠杆收购，这在当时成为了史上最大的收购案。此外，2007年对于TXU能源的收购，也使其成为迄今为止的最大收购个案。1977年以来，KKR共完成对超过160家公司的投资，并且在除了1982年和1990年以外的每一年保证至少有一次投资。
除位于纽约的总部之外，KKR还在美国、欧洲以及亚洲开设13家办事处。2009年10月，KKR借壳控股附属公司KKR & Co.上市，KKR & Co.持有公司30%的股份，余下部分则由公司的合夥人持有。

## 公司概况
KKR现时由合伙人亨利·克拉维斯和乔治·R·罗伯茨共同运营，并且管理着一个包括140名投资专家在内的400人工作团队，公司则根据不同行业组建业务部门。KKR总部座落于纽约西57街9号的Solow大楼，并且在门洛帕克、旧金山、休斯敦、华盛顿、伦敦、巴黎、香港、东京、北京、孟买、迪拜、首尔和悉尼拥有办事处。
KKR的主要投资领域是杠杆收购和成长资本（包括对于上市公司公共股权的私人投资“PIPE”）。公司专长于特定行业分支的私人股权投资，因此公司也被划分成9个不同的专业投资部门，他们分别是：
- 化工
- 消费品
- 能源与自然资源
- 金融服务
- 医疗卫生
- 工业制造
- 媒体与通信
- 零售
- 科技

KKR要求每个行业部门里的专业人员都必须是精通相关领域的专家。

## 投资基金与其它附属机构

### 私募股权基金
一直以来，KKR的业务都倚赖于私募股权基金，基金池里的承诺资本筹集自各种类型的机构投资者（例如：养老基金、保险公司、投资银行、商业银行、捐赠基金、基金中的基金（FoF）、高资产净值人士、主权财富基金等）。截至2008年底，KKR已在美国、欧洲以及亚洲完成了大约14家传统型投资基金的资金募集，其涉及的总承诺资本达到了约580亿美元：
| 基金名称       | 成就年份 | 承诺资本 （百万元） |
| KKR基金1976    | 1977年   | $31                 |
| KKR基金1980    | 1980年   | $357                |
| KKR基金1982    | 1982年   | $328                |
| KKR基金1984    | 1984年   | $1,000              |
| KKR基金1986    | 1986年   | $672                |
| KKR基金1987    | 1987年   | $6,130              |
| KKR基金1993    | 1993年   | $1,946              |
| KKR基金1996    | 1997年   | $6,012              |
| KKR欧洲基金    | 1999年   | $3,085              |
| KKR千禧年基金  | 2002年   | $6,000              |
| KKR欧洲基金II  | 2005年   | €4,500              |
| KKR基金2006    | 2006年   | $17,642             |
| KKR亚洲基金    | 2007年   | $4,000              |
| KKR欧洲基金III | 2008年   | €6,000              |

来源：Preqin，美国证券交易委员会备案资料

### KKR金融
KKR金融（：KFN，以下简称KFN）是一家不动产投资信托（REIT）和专业金融公司，其投资的范围包括住宅与商业住房抵押贷款、抵押贷款担保证券、公司债券、资产担保证券以及股权证券。公司成立于2004年，以私募形式筹得7亿9千5百万美元资金，并且在2005年6月的首次公开募股中又融资8亿4千9百万美元，远远超出了原先6亿美元的目标。KKR最初考虑将KFN构建成一家像阿波罗管理旗下的阿波罗投资公司那样的商业发展公司，但最终还是选择不动产投资信托的形式，来给原本就具有优势的不动产投资信托评估领域注入更多资本。
KFN曾经是次贷危机最早的牺牲品，因此在2007年9月，亨利·克拉维斯和乔治·罗伯茨向其注资了2亿7千万美元。2008年2月20日，KFN再一次被迫推迟兑付数十亿美元的商业票据并且开始了新一轮和债权人的会谈。同年4月，KFN向一间投资公司出售了旗下的一家房地产子公司的控股权，用来筹集现金并且履行与某些担保商业票据持票人之间的协定，而这些票据则是由两家资产担保实体所发行的。交易完成之后，KFN就从一家不动产投资信托转变成了一家有限责任公司。如今，KKR金融成为了一种债务投资工具并且不参与KKR私人股权交易的投资。

### KKR私人股权投资者
KKR私人股权投资者（以下简称KPE）是一家公共交易私人股权基金，其以基金中的基金形式参与KKR私募股权基金的投资。除此以外，KPE还会以联合投资者的身份参与交易。公司成立于2006年，是年5月，KKR在阿姆斯特丹的泛欧交易所对KPE进行了首次公开募股并筹得50亿美元资金，同时使其成为了一个上市的全新固定投资工具。KKR也借此募集到了超过三倍于预计的资金数额，因为许多KPE的投资者都是寻找私人股权投资机会但又无法对私募股权基金给予长期承诺的对冲基金。由于这些年持续不断的私人股权投资热潮，对于众多投资者来说，投资于KKR基金无疑是很具有吸引力的。
然而KPE的首日表现却是毫无生机，以1.7%的跌幅以及极其有限的交易量惨淡收场。原本少数其它私人股权投资公司和对冲基金准备紧跟KKR的步伐，提出各自的上市计划，但KPE首发之后的疲软表现不得不使这些计划暂时搁置。其股价从首日€25/股的发行价一路下滑至2007年底的€18.16/股（跌幅27%），而2008年第一季度更是创出了€11.45/股的新低（跌幅54.2%）。
KPE于2008年5月披露，其已经完成了大约3亿美元的私人股权二级市场交易，其中包括出售某些KKR管理的基金中选择出来的有限合伙股权以及未履行承诺资本，用来加强资金的流动性并偿还借款。

## 公司历史

### 成立及早期历史
上世纪六、七十年代在贝尔斯登掌管企业金融部门的杰罗米·科尔伯格，同之后成为他门徒的亨利·克拉维斯与乔治·罗伯茨一起，完成了一系列从1964-65年开始的，被他们称之为“鞋带”的投资。他们将目标投向了家族式生意，由于这类企业大部分是二战以后兴起的，到二十世纪六、七十年代的时候正面临着继承人问题。由于规模过小无法上市，且公司创始人又不愿将其出售给自己的竞争对手，许多这类公司缺乏一个可行或吸引人的创始人退出机制，因此也使得出售给财务买家的方案变得诱人。
1964年对于奥尔金杀虫公司的收购是他们第一桩重大的杠杆收购交易。紧接着的几年，三位贝尔斯登的银行家又完成了一系列收购个案，诸如斯特恩金属（Stern Metals，1965年）、Incom（洛克伍德国际Rockwood International的一个部门，1971年）、科布勒斯工业（Cobblers Industries，1971年）和波伦－克雷（Boren Clay，1973年）等。同时通过汤普森线缆（Thompson Wire）、老鹰汽车（Eagle Motors）和巴罗斯（Barrows）等企业在斯特恩金属的投资间接地拥有了上述公司。尽管他们三人有着无数极其成功的投资案例，但在科布勒斯身上投下的2千7百万美元巨资却最终因为公司倒闭而打了水漂。
1976年，紧张的气氛开始在贝尔斯登和科尔伯格、克拉维斯与罗伯茨之间弥漫，并直接导致了三者的出走和科尔伯格－克拉维斯－罗伯茨（KKR）的成立。最值得注意的是，贝尔斯登高管塞·刘易斯却一再驳回了在公司内部成立一个专用投资基金的建议，并且他本人花在外部事务的时间也大大超过了规定。
全新的KKR在1977年完成了它的首笔收购，对象则是制造企业A.J.工业（A.J. Industries）。KKR的资本募集主要局限于一小部分投资者，这其中就包括希尔曼（Hillman）家族和第一芝加哥银行。1978年，随着ERISA法规的修改，新生的KKR得以在其第一支机构投资者基金中成功募得超过3千万美元的承诺资本。1981年，KKR显著地扩大了它的投资者队伍，特别是当俄勒冈州财政部公共养老基金在KKR对于零售商弗雷德－迈尔的收购中参与投资以后。而在此后超过25年的时间里，俄勒冈州政府更一直是KKR基金中保持活跃的投资者。
1979年，KKR对上市公司霍代勒工业（Houdaille Industries）的私人股权收购标志着它1970年代演出的一个完美谢幕，因为这在当时是史上最大的私募股权基金对上市公司的收购。1980年代初期，KKR成为了具统治地位的几个杠杆收购实践者之一，并且也在此后被证明为1980年代最多产的一家私人股权投资公司。公司在1980年代收购潮中最引人关注的收购案例包括如下：
| 投资项目                              | 年份   | 公司介绍 | 参考          |
| 马龙与海德 （Malone & Hyde）          | 1984年 | 与公司主席约瑟夫·R·海德三世（Joseph R. Hyde III）共同完成的对这家食品分销商及超市运营商的收购交易，成为了KKR第一起对上市公司的善意要约收购。 | [ 31 ]        |
| 沃美科企业                            | 1984年 | 对于这家聚焦于电视、电影院与观光业的休闲娱乐公司的收购，是KKR完成的第一笔10亿美元级别的交易。这笔交易包括了价格为8亿4千2百万美元的100%已发行股票和假设的1亿7千万美元的已发行公司债券。 | [ 32 ]        |
| 贝特里斯公司                          | 1985年 | KKR出资61亿美元完成了对贝特里斯（Beatrice）的管理层收购，这家公司掌管着包括新秀丽和纯果乐在内的诸多知名消费品牌。而截至交易完成的1985年，这都是当时最大的一笔收购。 | [ 33 ] [ 34 ] |
| 赛夫威                                | 1986年 | KKR对于赛夫威（Safeway）55亿美元的友好收购是为了帮助其管理层避免来自达特药房的赫尔伯特与罗伯特·哈夫特的敌对态度。赛夫威则于1990年再度上市。 | [ 35 ]        |
| 吉姆－瓦尔特公司 （后来的瓦尔特工业） | 1987年 | KKR在1988年初以33亿美元的价格收购了这家公司，但很快便面临了一些相关麻烦。其中最主要的便是吉姆－瓦尔特公司（Jim Walter Corp.）的一家名为Celotex的子公司，它当时正卷入一起数额巨大的石棉法律诉讼，而法庭又判决其所承担的赔偿责任由其母公司来履行。到1989年，KKR为收购吉姆－瓦尔特公司专门成立的控股公司依据美国《破产法》第11章提出破产保护申请。 | [ 36 ] [ 37 ] |

### 1996年–1999年
1990年代中期，随着债券市场环境的改善，KKR也得以从对RJR纳贝斯克的收购中重新振作，继续前行。1996年，KKR完成了一大笔创纪录的私募股权基金的资金募集，也就是当年筹得60亿美元的KKR 1996基金。然而，KKR仍然被投资RJR的表现所拖累，并不断地在媒体发布相关的负面公告。此时，KKR的投资者们要求其降低征收的管理费用，并且在基金总利润的基础上计算各自的附带权益（例如，从成功交易的利润中抵扣失败交易的损失）。

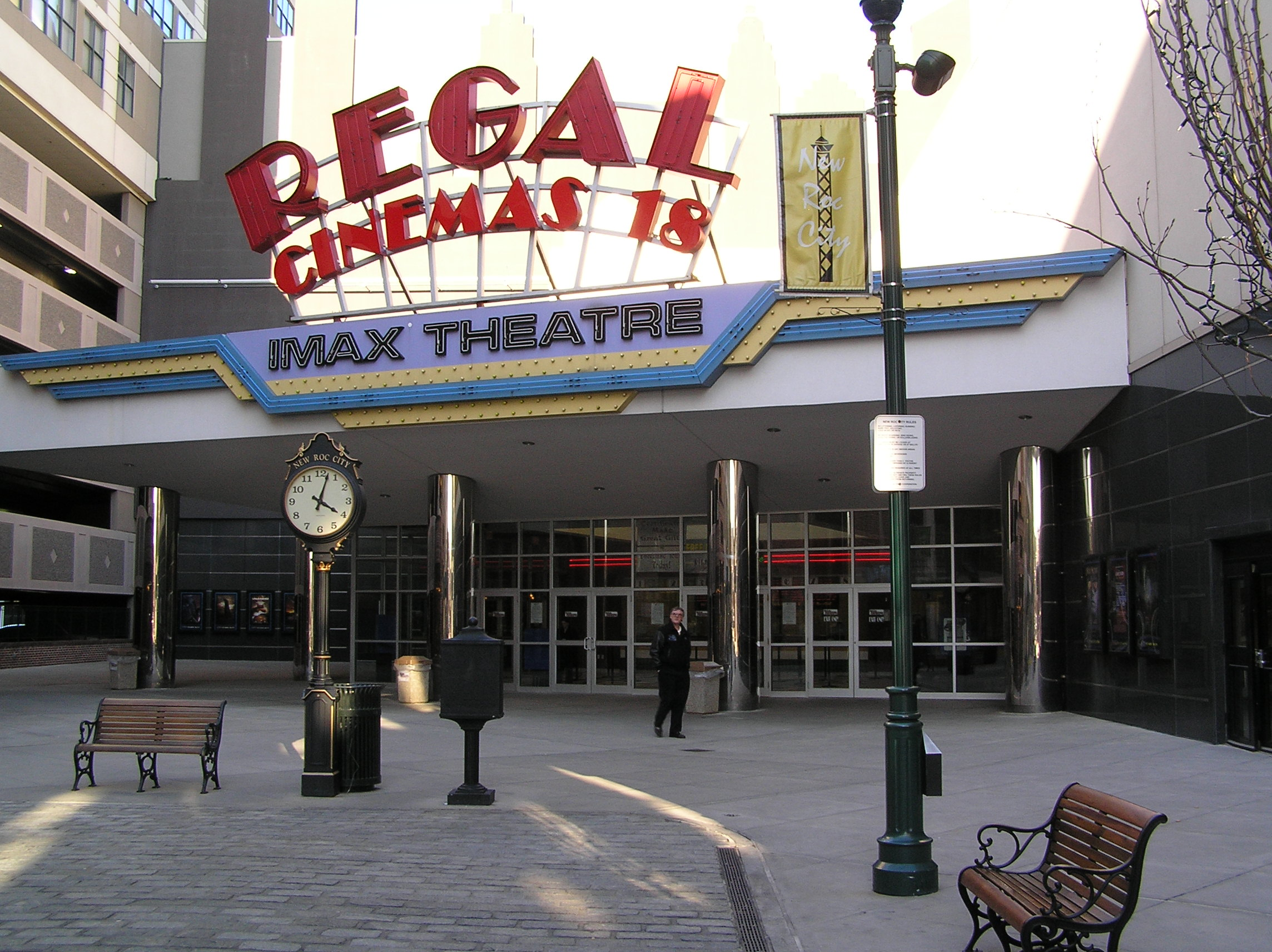
KKR于1998年收购了富豪院线，但换来的却是公司在2000年的破产

KKR的收购行为在1990年代下半叶有了明显的加速态势，这其中包括了一系列知名的投资项目，诸如斯伯丁控股公司（Spalding Holdings Corporation）与Evenflo（1996年）、Newsquest（1996年）、儿童护理学习中心（1997年）、安弗诺尔公司（1997年）、兰达尔食品超市（1997年）、博伊兹收藏品（The Boyds Collection，1998年）、MedCath公司（1998年）、威利斯集团控股（1998年）、史密斯集团（1999年）以及利多富电脑公司（1999年）。
KKR在1990年代的最大一笔投资，却很不幸地同时成为了其最大败笔之一。1998年1月，KKR联手希克斯－缪斯－塔特－福斯特（Hicks, Muse, Tate & Furst）完成了对于富豪院线15亿美元的收购案。两家公司原先打算将其与各自旗下的另两家院线进行整合，分别是KKR于1997年以7亿零6百万美元收购的第三幕院线（Act III Cinemas），以及希克斯－缪斯－塔特－福斯特答应于1997年11月以8亿4千万美元收购的联艺院线（United Artists Theaters）。对于富豪的收购案被公布后不久，本来与联艺的交易宣告流产，并最终破坏了原本希望通过组建更大联合公司来降低成本的计划。但仅仅两年过后，富豪就面临了非常严重的财务危机，并不得不提交破产保护申请，公司亦最终被私人投资者菲利普·安舒茨所接收。

### 2000年–2005年

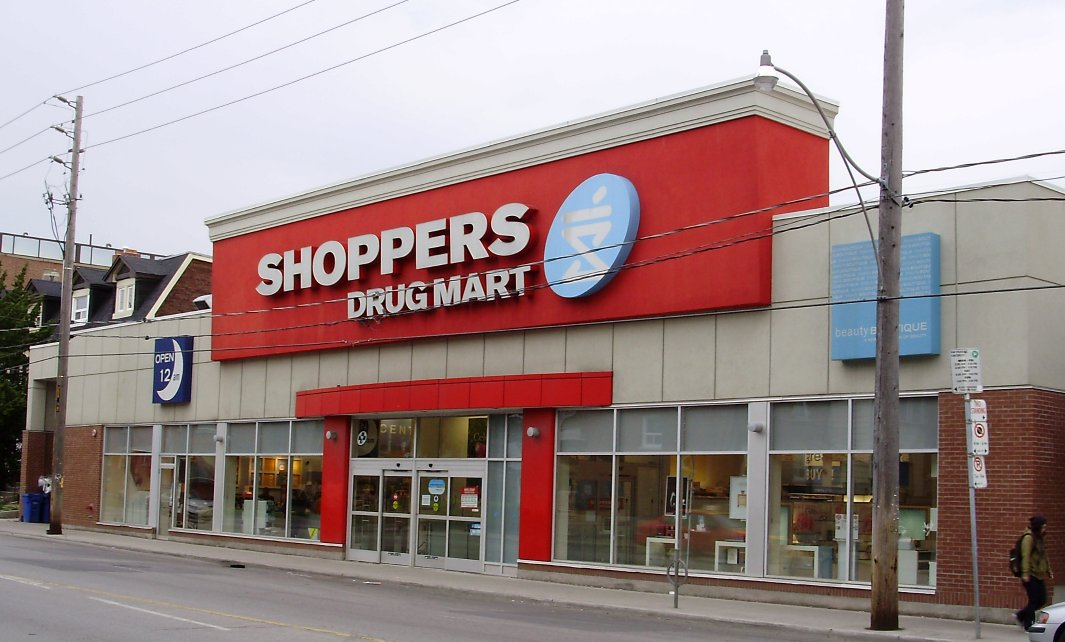
啟康藥房这家加拿大药房是2000年代早期几个成功的收购案例之一

### 2010-2020
- 2015年9月9日，纽约私募股权公司KKR & Co.宣布收购总部位于伦敦的Marshall Wace LLP 24.9%的股权。[54]。
- 2016年，KKR购买了两家西班牙连锁店，即北加利福尼亚州的Mi Pueblo和加利福尼亚州的安大略省的Cardenas。
- 2016年9月1日，KKR宣布已收购美国软件公司Epicor Software Corporation。
- 2016年10月，KKR向OVH投资了2.5亿美元，用于进一步的国际扩张。该轮融资对OVH的估值超过10亿美元，使其成为独角兽。
- 2016年12月，Lonza Group宣布将以55亿美元的价格从Kohlberg Kravis Roberts手中收购Capsugel。[54]
- 2017年年7月，KKR以28亿美元收购了WebMD Health Corp。
- 2017年7月6日，KKR宣布将合并北加州Mi Pueblo和安大略省的Cardenas Market。
- 2017年8月以，14亿美元收购PharMerica。
- 2018年7月中，KKR收购了RBMedia，这是最大的有声读物的独立发行商和发行商之一。
- 2019年2月，KKR收购了德国媒体公司Tele München Gruppe。
- 2019年2月，KKR收购了德国电影发行商Universum Film GmbH。[54]
- 2019年7月，KKR收购了加拿大软件公司Corel。
- 2019年8月，KKR以22亿美元的价格收购了Campbell Soup Company澳大利亚小吃业务Arnott's。
- 2020年5月，KKR宣布将投资印度数字公司Jio Platforms。
- 2020年11月，KKR与乐天合作收购了沃尔玛旗下日本全国零售连锁店Seiyu的85％股份。[54]

## 相关文献
- Anders, George. . New York: BasicBooks. 1992. ISBN 0-465-04522-7.
- Baker, George;  Smith, George. . New York: Cambridge University Press. 1998. ISBN 0-521-64260-4.
- Bartlett, Sarah. . New York: Warner Books. 1991. ISBN 0-446-51608-2.
- Burrough, Bryan. . New York: Harper & Row. 1990.